# Kyūshū Shinkansen

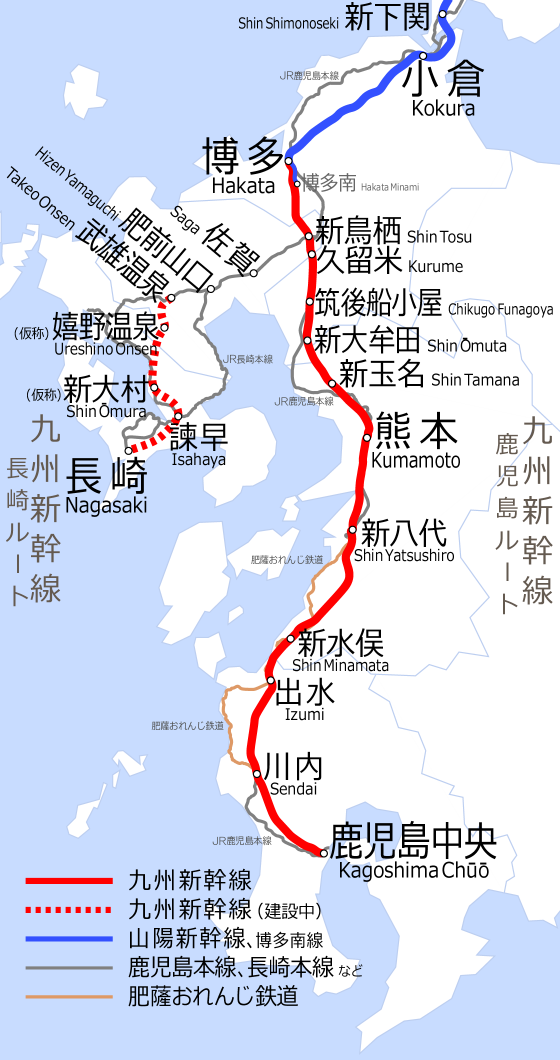
Diagrama da linha Kyushu Shinkansen

O Kyushu Shinkansen (九州新幹線, Kyūshū Shinkansen) é uma linha Shinkansen de 249km entre as cidades de Fukuoka e Kagoshima na ilha japonesa de Kyūshū, paralelamente à linha Principal de Kagoshima. Está a ser actualmente construída pela Kyushu Railway Company (JR-Kyūshū), prevendo-se estar completada até 2013.

## Estações

### Para Kagoshima
- Hakata
- Shin-Tosu
- Kurume
- Chikugo-Funagoya
- Shin-Omuta
- Shin-Tamana
- Kumamoto
- Shin-Yatsushiro
- Shin-Minamata
- Izumi
- Sendai
- Kagoshima-Chuo

### Para Nagazaki
- Shin-Tosu (Comum com a linha para Kagoshima)
- Saga
- Takeo'onsen
- Ureshino'onsenn
- Shin-Omura
- Isahaya
- Nagasaki

## Comboios
Esta linha usa o novo modelo de comboios Shinkansen da série 800, com uma velocidade máxima de 260km/h. Estes comboios foram desenvolvidos pela Hitachi, que também fabricou os comboios das séries 500 e 700 que circulam nas linhas Tōkaidō e Sanyō.
Os comboios individuais chamam-se Tsubame, o nome do antigo serviço expresso entre Hakata e Kagoshima. Enquanto a linha está em construção, os comboios mais antigos transportam passageiros para Shin-Yatsushiro, onde podem ser transferidos para o Shinkansen até ao término da viagem. Os comboios antigos foram renomeados por esta razão para Relay Tsubame.